# Giovanni Agostino Cassana

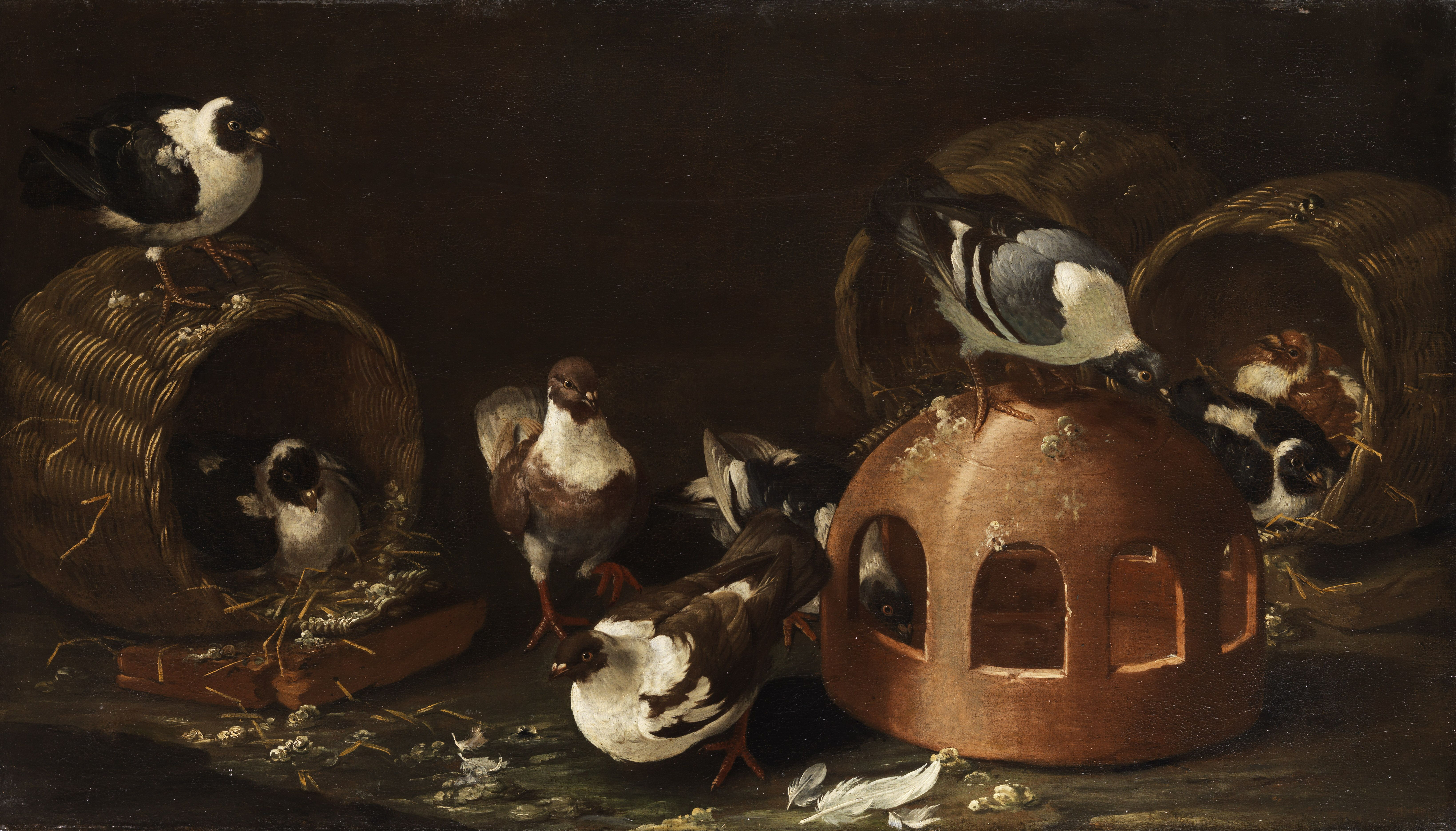
Giovanni Agostino Cassana: Tauben zwischen Körben, Privatsammlung (?)

Giovanni Agostino Cassana, genannt Abate Cassana (* um 1660 in Venedig; † 5. Mai 1720 in Genua) war ein italienischer Maler des Barock, der vor allem für seine Tierdarstellungen bekannt ist.

## Leben
Er stammte aus einer Malerfamilie. Sein Vater war Giovanni Francesco Cassana aus Genua, der als Schüler von Bernardo Strozzi nach Venedig gekommen war. Zwei Brüder Giovanni Agostinos waren ebenfalls Maler: Nicolò (* 1659) und Giovanni Battista. Das Geburtsdatum Giovanni Agostinos ist nicht bekannt, aber er soll jünger als Nicolò gewesen sein. Laut Soprani-Ratti trug er ein „geistliches Gewand“, weshalb er Abate Cassana genannt wurde; auch auf seinem Selbstporträt, das sich in den Uffizien befindet, ist er in einem geistlichen Habit zu sehen.
Giovanni Agostino erlernte die Malerei bei seinem Vater und soll wie Nicolò zunächst als Porträtist begonnen haben. Da er seinem Bruder keine Konkurrenz machen wollte, habe er dann aber begonnen, Tiere zu malen, wobei er aber lieber lebende als tote Tiere (d. h. Stillleben) malte. Das geht sowohl aus mehreren älteren Quellen als auch aus seinen erhaltenen Werken hervor. Wahrscheinlich nahm er auch Anregungen von Vassallo und Castiglione (Grechetto), und von flämischen Stilllebenmalern wie Jan Fyt und Jacques van de Kerckhove auf.
Nach Delogu (1962, S. 493), der aber keine Quellen anführt, war Giovanni Agostino Cassana von 1687 bis 1703 in der venezianischen Malerzunft („fraglia“) eingetragen. Dokumentiert ist seine Anwesenheit in Venedig außerdem für die Jahre 1711 und 1714.

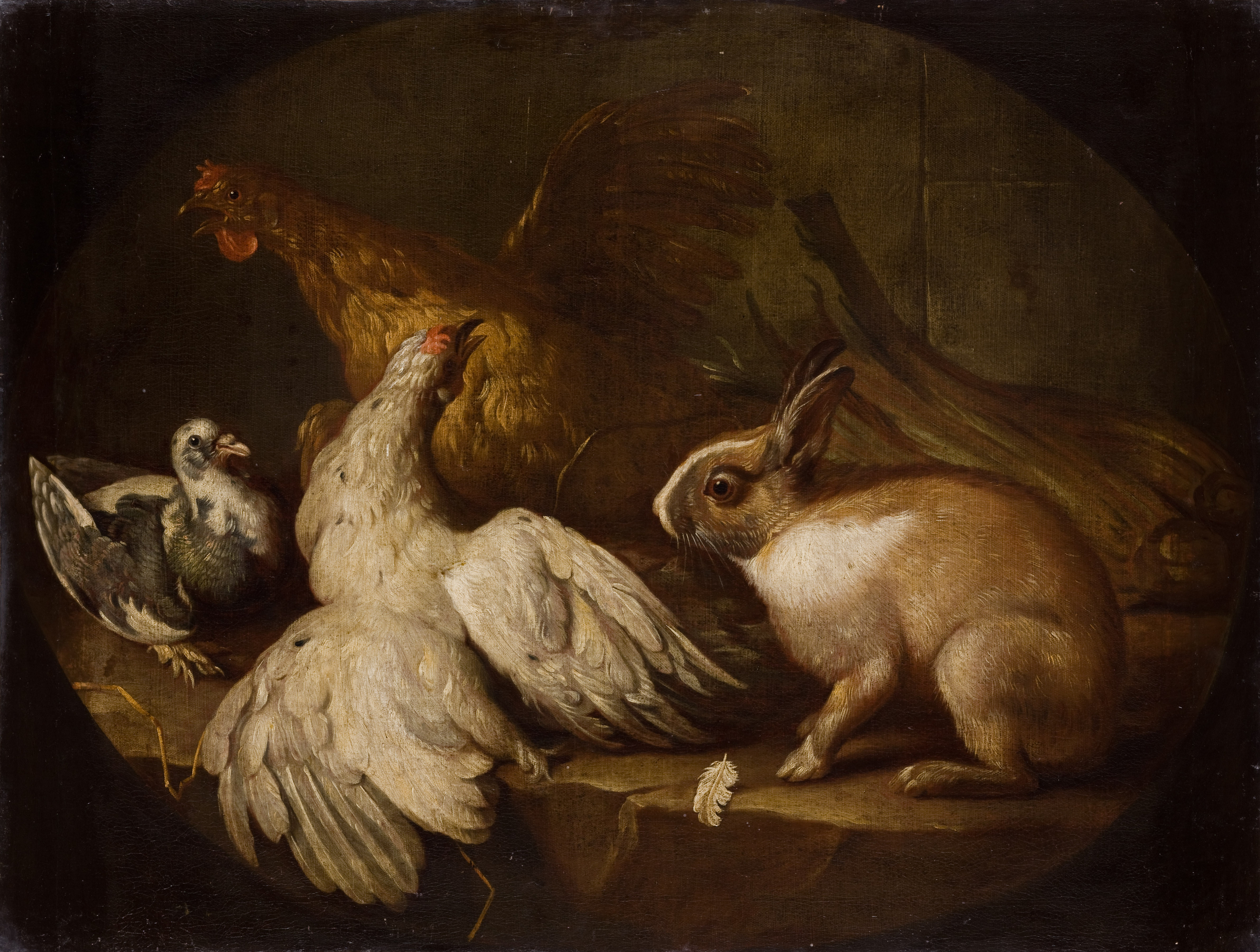
Hühner, eine Taube und ein Kaninchen, Öl auf Leinwand, 62 × 81 cm, National Museum, Krakau

Nach Soprani-Ratti stand er eine Zeit lang im Dienste der Herzogin von Guastalla und später bei den Medici in Florenz, wo er sicher durch seinen Bruder Nicolò eingeführt wurde. Erste dokumentierte Werke Giovanni Agostinos sind in den Inventaren von Ferdinando de’ Medici ab 1697 bezeugt, als sich in der Villa Medici in Poggio a Caiano zwei Gemälde von Cassana befanden, das eine mit „zwei Hennen, zwei Kaninchen, Erbsen, Schoten, Äpfel und anderes“, das andere mit einem „toten Zicklein, Spargel, Zitronen und Austern“.
Aus dem Jahr 1704 ist ein signiertes und datiertes Stillleben erhalten, das sich früher im englischen Antiquitätenhandel befand und von Delogu (1931) als Ausgangspunkt für weitere Zuschreibungen an Cassana verwendet wurde.
Manchmal arbeitete Giovanni Agostino auch mit seinem Bruder Nicolò zusammen und malte Tiere oder Stillleben in dessen Bilder hinein, wie es ohnehin oft üblich war. Bezeugt ist dies für zwei Gemälde, die 1707 von Venedig nach Florenz zu Ferdinando de’ Medici gesandt wurden. Möglicherweise handelte es sich dabei um Nicolò Cassanas Bildnisse einer Köchin und der Hofzwergin, die beide auch Tierdarstellungen enthalten und sich heute im Palazzo Pitti befinden.
1714 stand er in brieflichem Kontakt mit dem florentinischen Maler Anton Domenico Gabbiani und 1715 wurden im Kreuzgang der Santissima Annunziata von Florenz „Früchte“ und „Tierbilder“ von Giovanni Agostino Cassana ausgestellt.
Nach Soprani-Ratti ging er 1718 von Venedig nach Genua, in die Heimatstadt seines Vaters, wo er am 5. Mai 1720 starb.